# Eudistoma rubrum
Eudistoma rubrum is een zakpijpensoort uit de familie van de Polycitoridae. De wetenschappelijke naam van de soort is voor het eerst geldig gepubliceerd in 1954 door Tokioka.